# 安德烈·维尔姆斯
安德烈·维尔姆斯（德語：André Willms，1972年9月18日—），德国男子赛艇运动员。他曾代表德国参加1992年、1996年、2000年和2004年夏季奥林匹克运动会赛艇比赛，获得二枚金牌和一枚铜牌。